# 梅嫩
梅嫩（荷蘭語：Menen，荷蘭語發音：[ˈmeːnə(n)] ⓘ，法語發音：[mənɛ̃]）是比利时弗拉芒大區西佛兰德省科特赖克区的一座城市，南与法国接壤，面积33.16平方千米，人口33,982人（2022年1月1日）。梅嫩是弗拉芒社群的一部分，官方语言与当地多数居民使用的语言为荷蘭語，不过据估计当地有超过30%的法语人口，但梅嫩并不是一个语言便利市镇，市政部门不为法语人士提供语言便利。2013年，市政府决定不再使用法语，市政官员在与居民交流时只使用荷兰语，若无法沟通则会使用象形符号甚至手语而不会使用法语。